# Gaya rubricaulis
Gaya rubricaulis là một loài thực vật có hoa trong họ Cẩm quỳ. Loài này được Rusby mô tả khoa học đầu tiên năm 1920.